# タイワンガガブタ
タイワンガガブタ（台湾鏡蓋、Nymphoides hydrophyllum (Lour.) O.Kuntze, 1891　‘Taiwan’）はミツガシワ科アサザ属の多年草。インド・東南アジア・中国にかけてのため池や用水路などに生息する水草であり、その中の茎の部分は台湾における代表的な食用野菜の一つでもある。

## 名称
台湾での標準名は龍骨瓣莕菜(lónggǔbàn xìngcài)と呼ばれるが、名前は余りにも長すぎるため、簡単に水蓮と言う場合も多い。また、高雄市の美濃区では野蓮と呼ばれ、タイワンガガブタの茎を野菜として台湾の料理店に提供している。
中国語は刺種莕菜(cìzhǒng xìngcài)と言う。
スイレンやハスなどと姿や生育場所が似ていたり、地方名に「蓮」の字が使われたりするが、スイレンやハスの仲間ではない。

## 分布
インド、アッサム、バングラデシュ、タイ、カンボジア、ベトナム、中国の広西・海南省・万寧市・広東省・香港、台湾の南部地方、バングラデシュ、東ヒマラヤ、海南、イラン、韓国、ラオス、ミャンマー、ネパール、パキスタン、スリランカ、に分布。台湾では、高雄市の美濃区に食用野菜として大量に栽培されている。

## 形態、生態
浮葉植物で、全長10～30cm。地下茎から茎を伸ばし、浮葉を数枚展開する。葉の長さは1～6cm、幅1～5cmで、ハート型、葉脈は掌状で不明瞭。葉柄は細く、長さ4～10cm。
浅く5裂する白色の、または希に淡黄色の花弁1枚をもつ花を2～10輪ずつ咲かせる。花弁の縁に細かな毛が生えている。花冠は7～8mm、花冠と萼の長さはほぼ等しい。朔果は約3mmの球形で、6～10粒の種子を含む。幅約1mmの長楕円形で、表面に不規則なとげがある。

## 分類の変更
タイワンガガブタはヒメガガブタ（N. hydrophyllum (Lour.) O.Kuntze, 1891）に似るが、ヒメガガブタは花弁が基部近くから裂けており、花弁の各片の中央に縦の隆起があり、縁が毛が生えていない点で異なる。また種子にもとげがない。と以前は言われていたが、昨今、分類が変わって、ヒメガガブタ (N. hydrophyllum (Lour.) O.Kuntze, 1891) とタイワンガガブタは学名が統合された。園芸的、アクアリウム的に、全く異なる資質が有るので、分けてとらえられており、葉の大きく水中葉が有るタイプをタイワンガガブタ　Nymphoides hydrophyllum ‘Taiwan’ として分けて扱わられている。「BG Plants 和名－学名インデックス」（YList）で、ヒメガガブタ を（Nymphoides hydrophylla (Lour.) Kuntze）と言うスペルを用いており、アクアリウムの世界でもこの綴りで流通しているが、これはスペルミスであり、N. hydrophyllum (Lour.) O.Kuntze とするのが正しい。The Royal Botanic Gardens, Kew.    The Harvard University Herbaria.    The Australian National Herbarium　などのデータベースには、「Nymphoides hydrophylla」の記録は無い。
Plants of the World Online (The Royal Botanic Gardens, Kew) 調べ。　08/26, 2024. 現在
https://powo.science.kew.org/taxon/urn:lsid:ipni.org:names:370200-1

## 利用
台湾高雄市美濃区の客家料理では、「炒野蓮」(客家語 ツァウヤーリエン)と称し、葉柄を炒め物にする。台湾では野菜としては水蓮菜という呼び名でも売られている。